# José Ignacio Salafranca Sánchez-Neyra

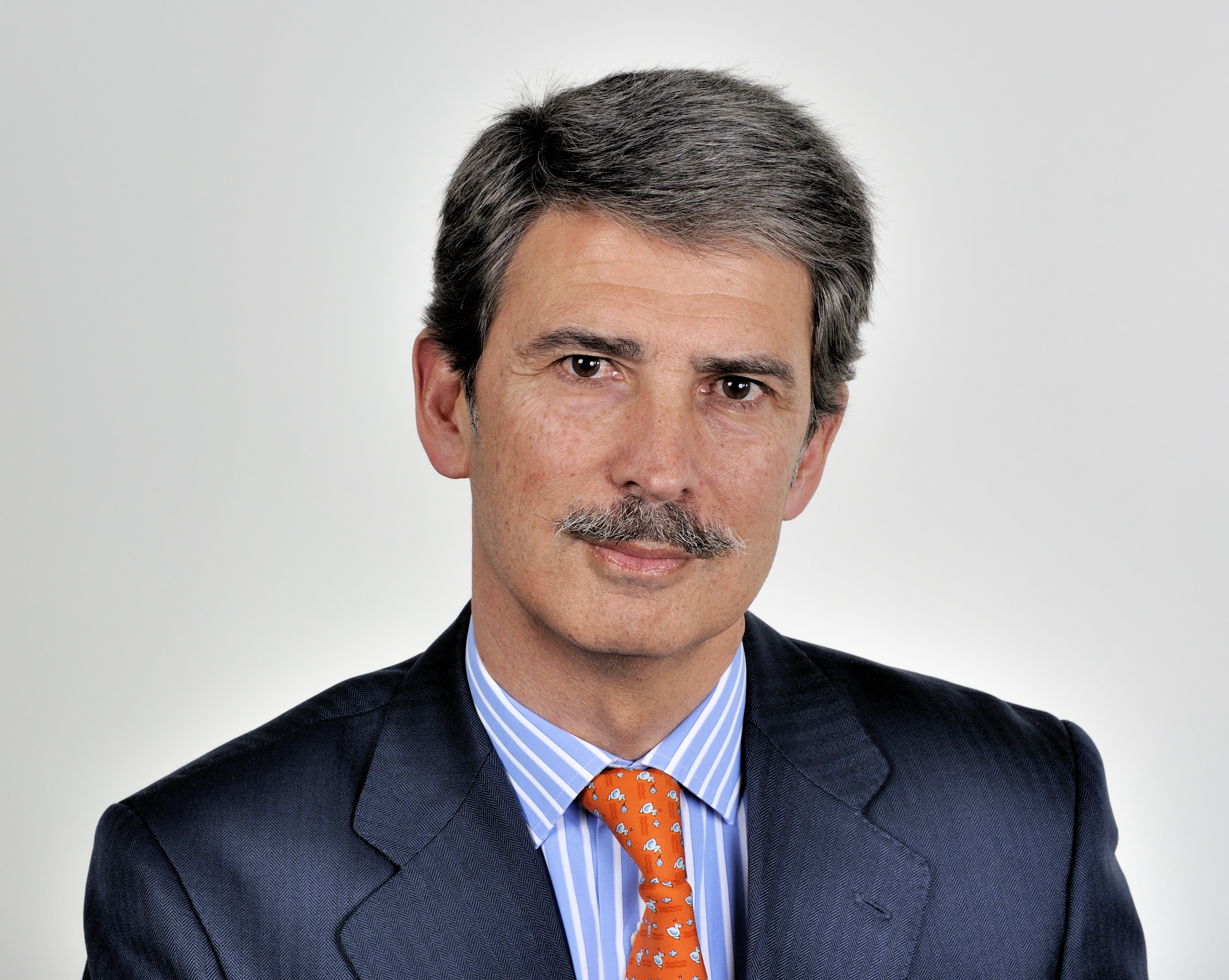
José Ignacio Salafranca Sánchez-Neyra

José Ignacio Salafranca Sánchez-Neyra (* 31. Mai 1955 in Madrid) ist ein spanischer Politiker der Partido Popular.

## Leben
Salafranca studierte Rechtswissenschaft an der Universidad Complutense in Madrid und legte das Diplom in Europäischer Integration an der Diplomatenschule Madrid und dem Nationalen Institut für öffentliche Verwaltung ab. Er arbeitete als Dozent für Zivilrecht am Zentrum für Hochschulstudien und Europäische Gemeinschaften an der Diplomatenschule Madrid sowie als Dozent für Europäische Gemeinschaften an mehreren europäischen Universitäten. Bei der Europäischen Kommission war er Beamter und stellvertretender Direktor des Kabinetts für die Kommissionsmitglieder Abel Matutes und Marcelino Oreja. Außerdem war er Rechtsberater der Agentur für Entwicklung der Viehzucht des spanischen Ministeriums für Landwirtschaft, Fischerei und Ernährung sowie des Stabs technischer Inspektoren für Verkehr des spanischen Ministeriums für Verkehr, Fremdenverkehr und Kommunikation, wo er zuvor die Dienststelle für Internationale Zusammenarbeit leitete.
Seit 1994 gehört Salafranca Sánchez-Neyra dem Europäischen Parlament an. Dort war er von 2001 bis 2004 stellvertretender Vorsitzender der EVP-Fraktion, bei der er ferner dem Vorstand angehörte und deren Sprecher im auswärtigen Ausschuss er war. Für das Europäische Parlament hatte er einige weitere führende Funktionen inne, die sich vor allem auf außereuropäische Angelegenheiten bezogen. Beispielsweise leitete er die Gruppe zur Beobachtung der Länder des Arabischen Frühlings und leitete mehrere Wahlbeobachtungsmissionen. Er war Vertreter des Europäischen Parlaments auf zahlreichen Gipfeltreffen zwischen der EU und Lateinamerika beziehungsweise der Karibik. Er erhielt zahlreiche hohe Auszeichnungen verschiedener lateinamerikanischer Länder.
In der EU-Parlamentsperiode 2009 bis 2014 war er Mitglied des Vorstands seiner Fraktion, der Europäischen Volkspartei und Vorsitzender der Delegation in der Parlamentarischen Versammlung Europa-Lateinamerika. Mitglied war er in der Konferenz der Delegationsvorsitze und im Ausschuss für auswärtige Angelegenheiten sowie in der Delegation im Gemischten Parlamentarischen Ausschuss EU-Mexiko. Als Stellvertreter war er im Unterausschuss für Sicherheit und Verteidigung und in der Delegation für die Beziehungen zu den Vereinigten Staaten.
Von 2015 bis 201 war er Leiter der Delegation der EU in Argentinien.
Er gehört zu den 89 Personen aus der Europäischen Union, gegen die Russland im Mai 2015 ein Einreiseverbot verhängt hat.